# Cádiar
Cádiar ist ein südspanischer Ort und eine Gemeinde (municipio) mit insgesamt 1.517 Einwohnern (Stand: 2024) im Südosten der Provinz Granada in der autonomen Region Andalusien.

## Lage und Klima
Der Ort Cádiar liegt an einem Südhang der Alpujarras am in der Sierra Nevada entspringenden Río Guadalfeo (auch Río Cádiar) gut 96 km (Fahrtstrecke) südöstlich der Provinzhauptstadt Granada in einer Höhe von ca. 920 m; die Mittelmeerküste bei La Rábita ist knapp 37 km in südlicher Richtung entfernt. Das Klima im Winter ist gemäßigt, im Sommer dagegen warm bis heiß; die geringen Niederschlagsmengen (ca. 485 mm/Jahr) fallen – mit Ausnahme der nahezu regenlosen Sommermonate – verteilt übers ganze Jahr.

## Bevölkerungsentwicklung
| Jahr      | 1857 | 1900 | 1950 | 2000 | 2020 |
| Einwohner | 2393 | 1906 | 2702 | 1588 | 1465 |

Infolge der Mechanisierung der Landwirtschaft, der Aufgabe bäuerlicher Kleinbetriebe („Höfesterben“) und dem daraus resultierenden  Verlust von Arbeitsplätzen ist die Einwohnerzahl der Gemeinde seit der Mitte des 20. Jahrhunderts deutlich gefallen. Zur Gemeinde gehören auch die beiden in den 1970er Jahren eingemeindeten Weiler (pedanías) Yátor und Narila sowie die inzwischen hauptsächlich touristischen Zwecken dienende Siedlung La Rambla del Banco.

## Wirtschaft
Noch in der frühen Neuzeit lebten die Bewohner des Ortes in hohem Maße als Selbstversorger von der Erträgen ihrer Felder und Hausgärten. Außerdem wurde in geringem Umfang auch Viehzucht (v. a. Schafe, Ziegen und Schweine) betrieben; Esel wurden als Tragtiere gehalten. Dieser Zustand änderte sich erst mit dem Ausbau der Infrastruktur im 20. Jahrhundert. Heute dominieren  Oliven- und Mandelbaumplantagen. Im Ort selbst haben sich Kleinhändler, Handwerker und Dienstleister aller Art angesiedelt.

## Geschichte
Prähistorische, römische und westgotische Funde fehlen; die Gründung des Ortes erfolgte wahrscheinlich im 8. Jahrhundert durch Berber aus Nordafrika, auf die auch der Terrassenfeldbau mit seiner ausgeklügelten Bewässerungstechnik zurückgeht. Nach dem Ende des Kalifats von Córdoba (um 1020) übernahmen die Ziriden von Granada die Macht, die sie jedoch wenig später an die berberischen Almoraviden und Almohaden abtreten mussten. Als Teil des Emirats von Granada blieb das Bergland der Alpujarras bis zum Jahr 1490 islamisch; auch danach gab es immer wieder Aufstände gegen die Rückeroberungsbestrebungen (reconquista) der Christen. Mit dem Alhambra-Edikt (1492) der Katholischen Könige begann die Vertreibung der Juden in Spanien; nach den Moriskenaufständen der Jahre 1499 bis 1501 und 1568 bis 1571 wurden die letzten Muslime zu Beginn des 17. Jahrhunderts ebenfalls ausgewiesen.

## Sehenswürdigkeiten
Cádiar
- Einige Gassen des Ortes sind in berberischer Manier teilweise überbaut (tinaos).
- Reste einer maurischen Festung sind noch erhalten.
- Die einschiffige Iglesia de Santa Ana wurde nach Schäden an der alten Kirche während des 2. Moriskenaufstandes (1568–1571) im 17. und 18. Jahrhundert neugebaut und mit einem klassizistischen Tonnengewölbe versehen. Der ganze Bau besteht aus Natursteinen.  Der Glockenturm (campanario) grenzt an den Chorbereich.[4]
- Die Ermita de San Blas ist ein verputzter Ziegelsteinbau aus dem 16. Jahrhundert.[5]
- Die Posada del Cojo war ursprünglich ein Lagerhaus für Getreide etc.; im 18. Jahrhundert wurde sie zu einer Herberge (posada) umgebaut.
- Das Rathaus (ayuntamiento) ist ein dreigeschossiges Gebäude im Mudéjar-Stil.
- Aus einem im Jahr 1967 eingeweihten Brunnen inmitten des Ortes fließt Wein.[6]

Narila und Yátor
- Ein Besuch der jeweils noch etwa 100 Einwohner zählenden und etwa 1,5 bzw. 5,5 km entfernten Weiler ist durchaus empfehlenswert.[7][8]